# Ác quỷ ma sơ 2
Ác quỷ ma sơ 2 là một bộ phim điện ảnh Mỹ thuộc thể loại kinh dị – siêu nhiên – gothic do Michael Chaves làm đạo diễn, với phần kịch bản do Akela Cooper, Ian B. Goldberg và Richard Naing chấp bút dựa trên cốt truyện của Cooper. Là phần tiếp theo của Ác quỷ ma sơ (2018) và đồng thời là phần phim thứ chín thuộc Vũ trụ The Conjuring, tác phẩm có sự tham gia diễn xuất của các diễn viên chính bao gồm Taissa Farmiga, Jonas Bloquet, Anna Popplewell, Storm Reid và Bonnie Aarons. James Wan và Peter Safran tiếp tục trở lại làm nhà sản xuất cho bộ phim.
Ác quỷ ma sơ 2 được công chiếu vào ngày 8 tháng 9 năm 2023 tại Mỹ và Việt Nam, do Warner Bros. Pictures phát hành. Sau khi ra mắt, bộ phim nhận về những lời nhận xét trái chiều từ giới chuyên môn.

## Nội dung
Năm 1956, Cha Noiret(Pascal Aubert) và một cậu bé tên Jacques thực hiện công việc hàng ngày tại nhà thờ địa phương ở Tarascon, Pháp. Trong khi điều tra một vụ xáo trộn, Noiret bị nhấc bổng lên không trung, đốt cháy và thiêu chết trước khi Jacques sợ hãi, cậu bé sau đó bỏ trốn.
Bốn năm sau các sự kiện ở tu viện Saint Carta , Sơ Irene(Taissa Farmiga) hiện phục vụ trong một tu viện ở Ý. Maurice (Jonas Bloquet) làm việc tại một trường nội trú nữ sinh ở Aix En Provence, Pháp, nơi anh kết bạn với một nữ sinh người Ireland tên là Sophie (Katelyn Rose Downey) và giáo viên kiêm mẹ của cô, Kate (Anna Popplewell). Irene mơ thấy Maurice yêu cầu cô cứu anh ta. Sáng hôm sau cô được Đức Hồng Y của Vatican cử đi điều tra hàng loạt cái chết của các linh mục và nữ tu trên khắp châu Âu, được cho là do ác quỷ Valak gây ra , do trải nghiệm trước đây của cô với con quỷ. Cô đến Tarascon cùng với sơ Debra(Storm Reid), một nữ tu tập sự bày tỏ sự khó khăn trong việc chấp nhận các phép lạ , chẳng hạn như sự hiện diện thực sự của Chúa Kitô trong Bí tích Thánh Thể . Trong khi đó, một cô bé giao hàng chứng kiến Valak (Bonnie Aarons) nói chuyện với Maurice bị quỷ ám trước khi Valak giết cô bé ấy.
Ở Tarascon, Irene bị Valak ám ảnh và có một ảo ảnh kỳ lạ. sơ Debra nói với Irene rằng cô đã nhận được chuỗi tràng hạt Noiret từ Jacques. Ở trường, Sophie bị các bạn cùng lớp bắt nạt và nhốt trong nhà nguyện bị phong tỏa . Kẻ bắt nạt chỉ con dê trên cửa sổ kính màu, cho rằng ma quỷ xuất hiện khi mặt trời chiếu xuyên qua và khiến mắt con dê chuyển sang màu đỏ. Một đêm nọ, bà hiệu trưởng Laurent gặp Maurice mộng du, Valak giả dạng đứa con trai đã khuất của bà và giết bà.
Irene và Debra đi đến Palais des Papes (Cung điện Giáo Hoàng và là nơi lưu trữ Công Giáo) và gặp một thủ thư có tên là Ridley (Peter Hudson). Ông ta giải thích rằng Valak là một thiên thần bị Chúa từ chối, tước đi sức mạnh và biểu tượng trên chuỗi tràng hạt của Noiret là gia huy của Thánh Lucia, người đã bị một người ngoại đạo tử đạo. Dù bị đốt nhưng kỳ diệu thay bà ấy không bị cháy; Đôi mắt của bà ấy đã bị khoét nhưng gia đình bà ấy đã tìm lại được chúng. Người thủ thư gợi ý rằng con quỷ đang giết con cháu của Thánh Lucy vì nó muốn thánh tích quyền năng có sức mạnh tương tự để khôi phục lại sức mạnh của mình, được biết đến lần cuối cùng là được một cha xứ có tên là Jean Paul Ceder cất giữ trong nhà nguyện ở một nhà máy rượu cũ của tu viện thánh Maria ở Aix En Provence. Nhà máy rượu sau đó trở thành trường nội trú ngày nay.
Tại trường, Irene và Debra đối đầu với Maurice bị chiếm hữu hoàn toàn. Sophie cho mọi người xem con dê kính màu trong nhà nguyện và Debra dùng đèn pin để làm cho mắt nó đỏ rực. Ánh sáng đỏ hoạt động như tia laser, chỉ vào nơi chôn cất đôi mắt của Thánh Lucy. Irene tìm thấy di vật và con dê trên kính màu biến mất, xuất hiện ở ngoài đời thực với hình dạng là một sinh vật ma quỷ.
Khi con dê tấn công học sinh, Maurice tấn công Irene, đuổi theo Sophie và khiến tháp chuông sụp đổ. Debra thừa nhận với Irene rằng giờ cô ấy đã có niềm tin. Irene sử dụng thánh tích để chống lại Maurice, nhưng anh ta đã chộp lấy nó, khiến Valak xuất hiện. Tương tự như Cha Noiret, Valak nhấc Irene lên không trung và đốt cháy cô ấy. Irene không bị cháy khi Valak nhận ra cô là hậu duệ của Thánh Lucy, có khả năng khai thác sức mạnh tương tự gắn liền với thánh tích. Irene và Debra cầu nguyện, với đức tin, Những Lời thiết lập được sử dụng trong việc cử hành Bí tích Thánh Thể của Thiên Chúa giáo và những thùng rượu cũ trong phòng trở thành máu của Chúa Kitô , xua đuổi ma quỷ. Sau khi Valak bị đuổi xuống địa ngục, Irene và Debra đã giải phóng được sự chiếm hữu của Maurice và cứu sống anh ta.
Sáng hôm sau, Irene dẫn Maurice ra ngoài. Tuy nhiên, cô trở nên lo lắng khi nhìn anh đi cùng Sophie và Kate vào trong, nhưng cô không biết được rằng Maurice là người được trừ tà trong một cuộn băng của Ed và Lorraine vào 20 năm sau (cảnh ở đầu phim The Conjuring) và anh chàng nông dân đó vẫn bị Valak đeo bám và có số phận bi thảm
Trong đoạn cảnh hậu danh đề (After credit), cha xứ Gordon gọi điện cho 2 vợ chồng Warren và nói có trường hợp khẩn cấp.

## Diễn viên
- Storm Reid thủ vai Debra[2]
- Taissa Farmiga thủ vai Sơ Irene[3]
- Anna Popplewell thủ vai Kate[4]
- Katelyn Rose Downey thủ vai Sophie[4]
- Bonnie Aarons thủ vai Valak / Ác quỷ ma sơ[5]
- Jonas Bloquet thủ vai Maurice "Frenchie" Theriault[6]

## Sản xuất

### Tuyển vai
Tháng 4 năm 2022, James Wan chính thức xác nhận nữ diễn viên Bonnie Aarons sẽ tiếp tục trở lại với vai diễn Valak của cô. Vào tháng 9, 2022, Storm Reid được tiết lộ sẽ tham gia vào bộ phim. Vào tháng 10 cùng năm, Taissa Farmiga và Jonas Bloquet cũng lần lượt được công bố sẽ trở lại với vai diễn từ phần phim đầu tiên của họ với Anna Popplewell và Katelyn Rose Downey cũng được tham gia vào dàn diễn viên của phim vào một tháng sau.

### Quay phim
Giai đoạn quay phim sản xuất sơ bộ được bắt đầu vào ngày 29 tháng 4, 2022. Phim được dự kiến sẽ bắt đầu quay phim vào ngày 5 tháng 9, 2022. Quá trình quay phim chính của phim được bắt đầu tiến hành tại Pháp vào ngày 6 tháng 10, 2022.

## Phát hành
Ác quỷ ma sơ 2 được công chiếu tại Mỹ và Việt Nam vào ngày 8 tháng 9 năm 2023 và được đồng phát hành bởi Warner Bros. Pictures và New Line Cinema.